# 全景泊车系统
全景泊车系统，又稱環景系統，是汽车电子行业於2005年后逐渐出现的一种泊车辅助技术，以简单直观的方式帮助车辆驾驶员进行狭小空间中的泊车操作。

## 技术原理
早期泊车辅助系统常采用雷达或单摄像头，采用声音报警或显示车辆后方摄像头视频图像的方式，帮助车辆驾驶员判断盲角处车辆与障碍物距离。采用雷达报警方式，距离的显示并不直观；采用后置摄像头方式，则仍会存在盲角和距离判断不准的问题。于是逐渐兴起了全景泊车技术。
该技术方案中，车辆装备4个广角摄像头，分别置于车前、车后和两个倒车镜内，可以完整显示车辆四周所有障碍物。通过畸变校正、投影变换和图像拼接融合等处理，将4路视频图像合成为一幅完整的车体正上方的鸟瞰图。下图显示的即为全景泊车系统四路视频原始图像与常见输出界面。

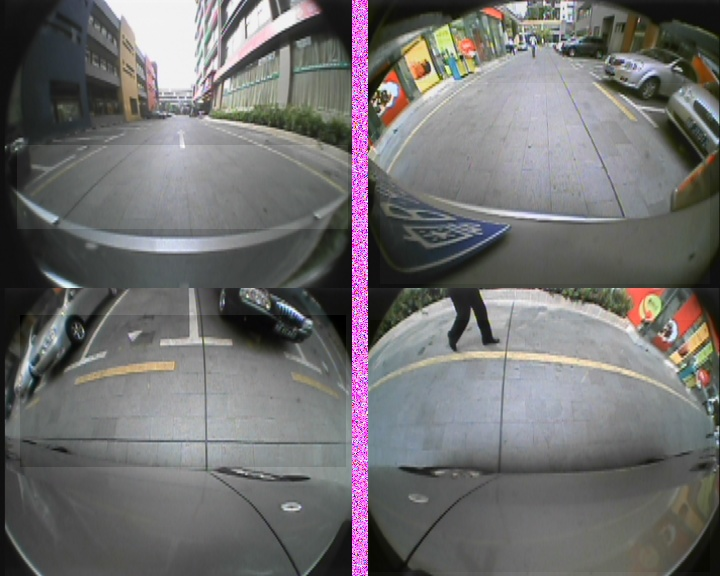
全景泊车系统四路视频原始图像

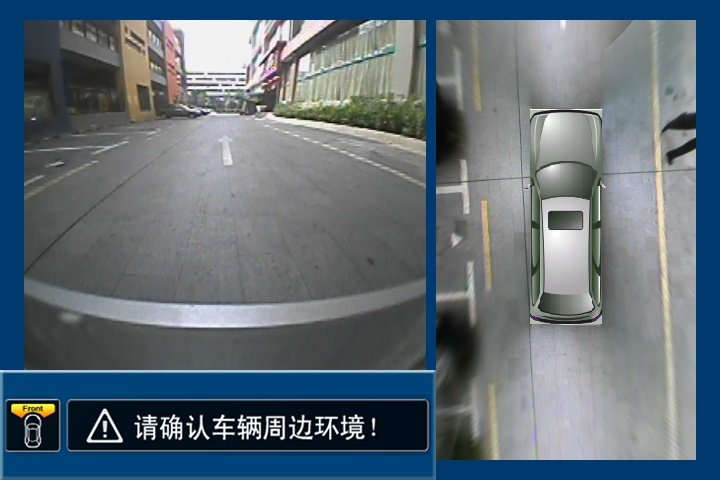
常见全景泊车系统输出界面

## 应用现状
全景泊车系统最早装备于日系高端车型(如英菲尼迪等)，随后亦逐渐装备于日系、国产中低端车型。德系汽车厂商常采用使用效果上与此相似的自动泊车系统。